# Snabbfilter

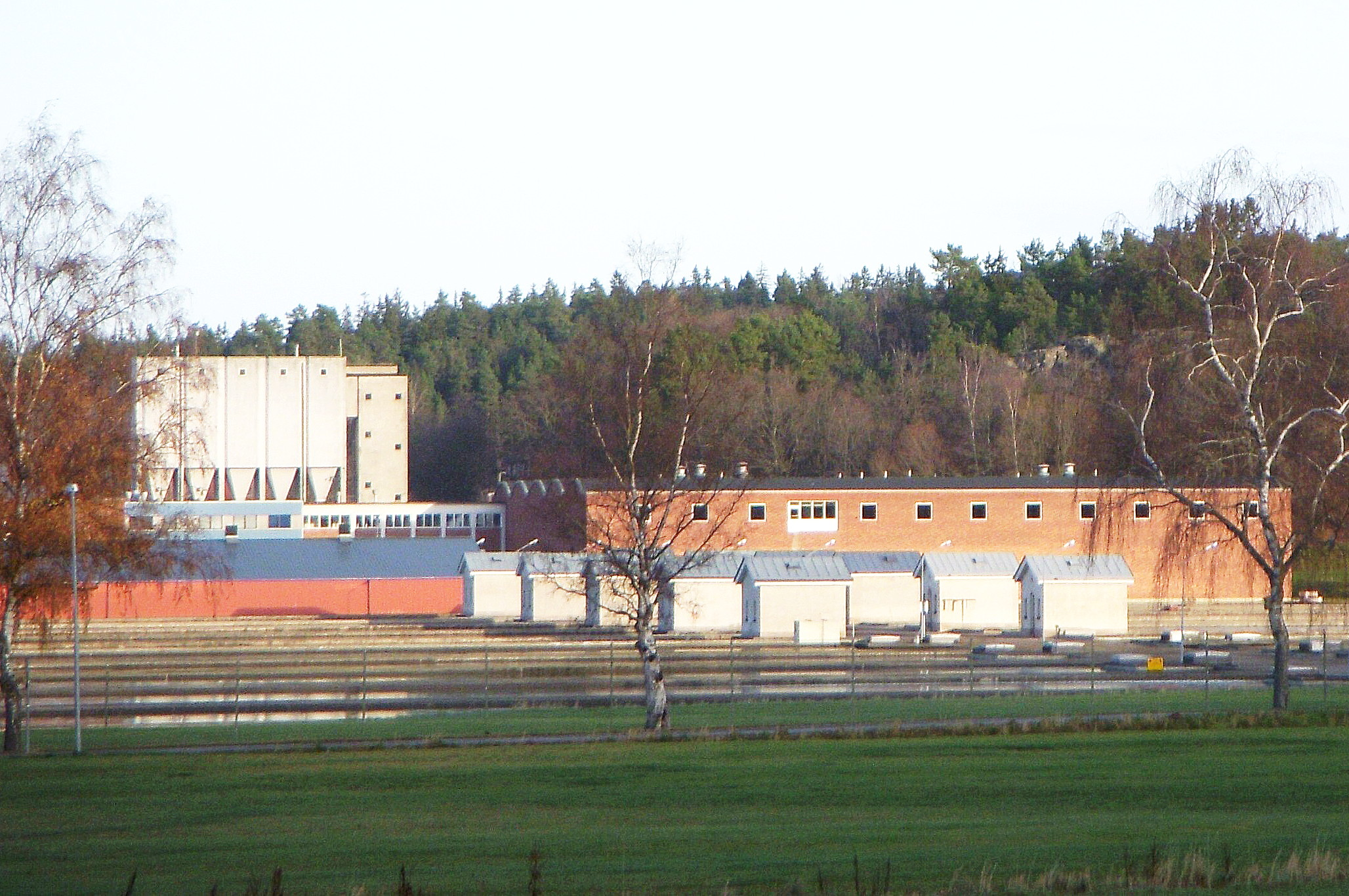
Norsborgsverkets öppna långsamfilter med kemikaliebyggnad och silor i bakgrunden 2008.

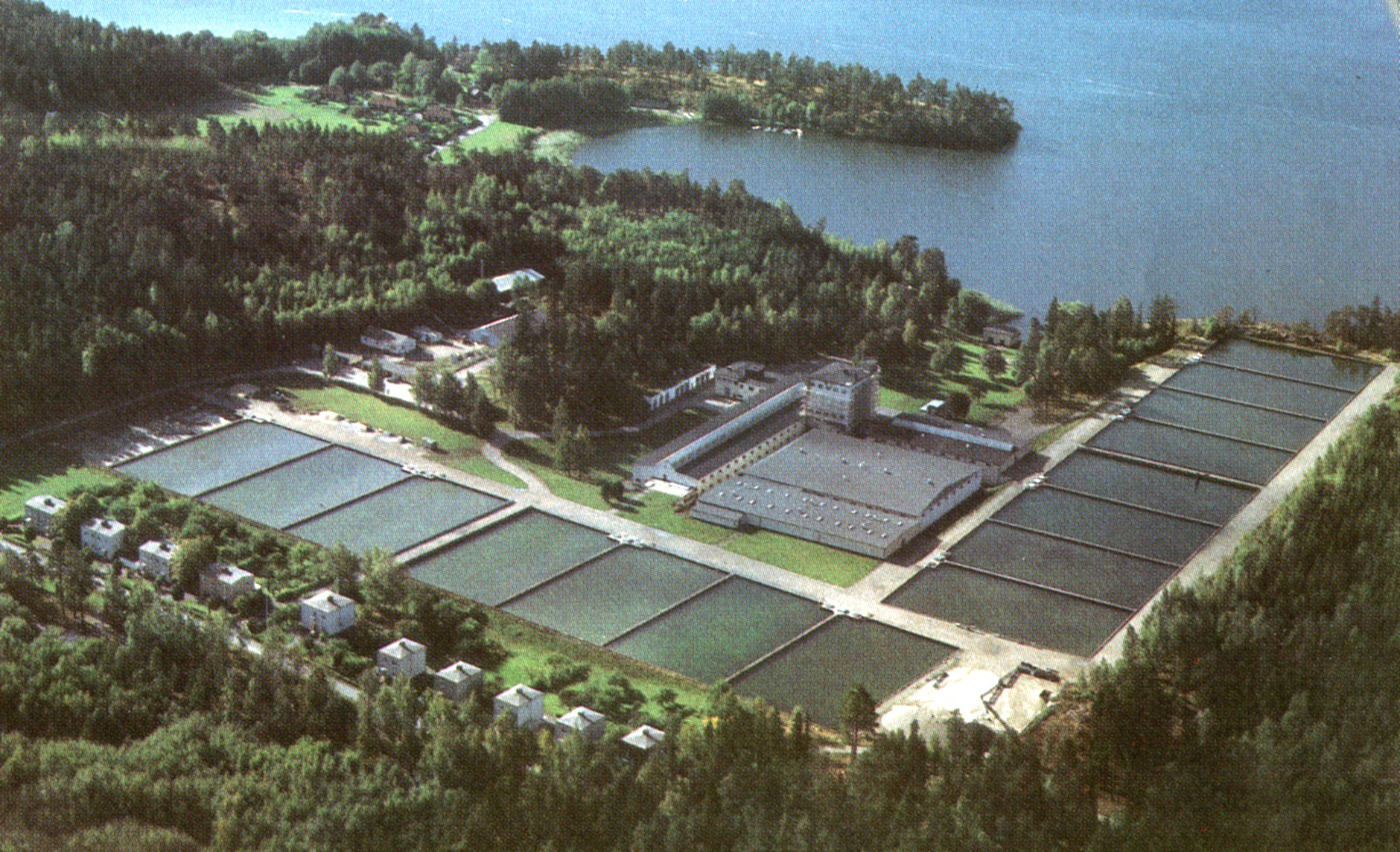
Lovöverkets långsamfilter 1960.

Snabbfilter är en typ av filter bestående av granulärt material som ingår i reningsprocessen vid framställandet av dricksvatten i ett vattenverk. Snabbfiltrering används för att avlägsna flockar och oönskade partiklar ur vattnet. I vattenreningsverk räknas snabbsandfilter dessutom som en mikrobiologisk barriär.

## Snabbfilters roll i vattenrening
På sin väg från råvatten till dricksvatten passerar vattnet flera filter. En av dem är snabbfilterstationen. Den brukar bestå av en cirka 1,2 meter djup sandbädd uppdelad på flera bassänger. Ett exempel är Östra Norsborgs vattenverk i Stockholm, där snabbfilteranläggningen består av 12 bassänger med en storlek av 84 m2 vardera. Här passerar vattnet med en hastighet av ca 8 meter per timme (vid flera snabbfilter är dock hastigheten inte större än 5 meter per timme), vilket tar ca 9 minuter. När filtren börjar sättas igen renspolas de automatiskt. Efter snabbfilteranläggningen leds vattnet till långsamfilterstationen.

## Historia
Att filtrera vatten har länge används som en process inom vattenrening. Redan för mer än 4000 år sedan användes grus och sand för att rena vattnet. Dessutom ledde romarna vatten till områden där det kunde renas naturligt genom marken. Med tiden började olika filtermedium testas såsom sand, grus, ull och träkol. Under 1800-talet påbörjades större försök att testa och optimera processen i England och Skottland. Detta genom att undersöka olika flöden (uppåtflöde, nedåtflöde och horisontellt flöde). Att filtrera vattnet innan det gick ut till distributionsnätet blev allt vanligare i vattenverk då det visade sig förhindra smittspridning av många vattenburna sjukdomar. Med en filtreringshastighet på 0,12 m/h blev det långsamma sandfiltret designat av James Simpson för Chelsea Water Works Company i London, det första moderna sandfiltret i världen.
Snabbfiltreringen som process härstammar från USA. Det första allmänna dricksvattenverket som använde sig av snabbfiltrering fanns i Somerville, New Jersey, år 1885. I mitten av 1900-talet hade snabbfiltreringen nästan helt ersatt de långsamma filtren.

## Principen för snabbsandfilter

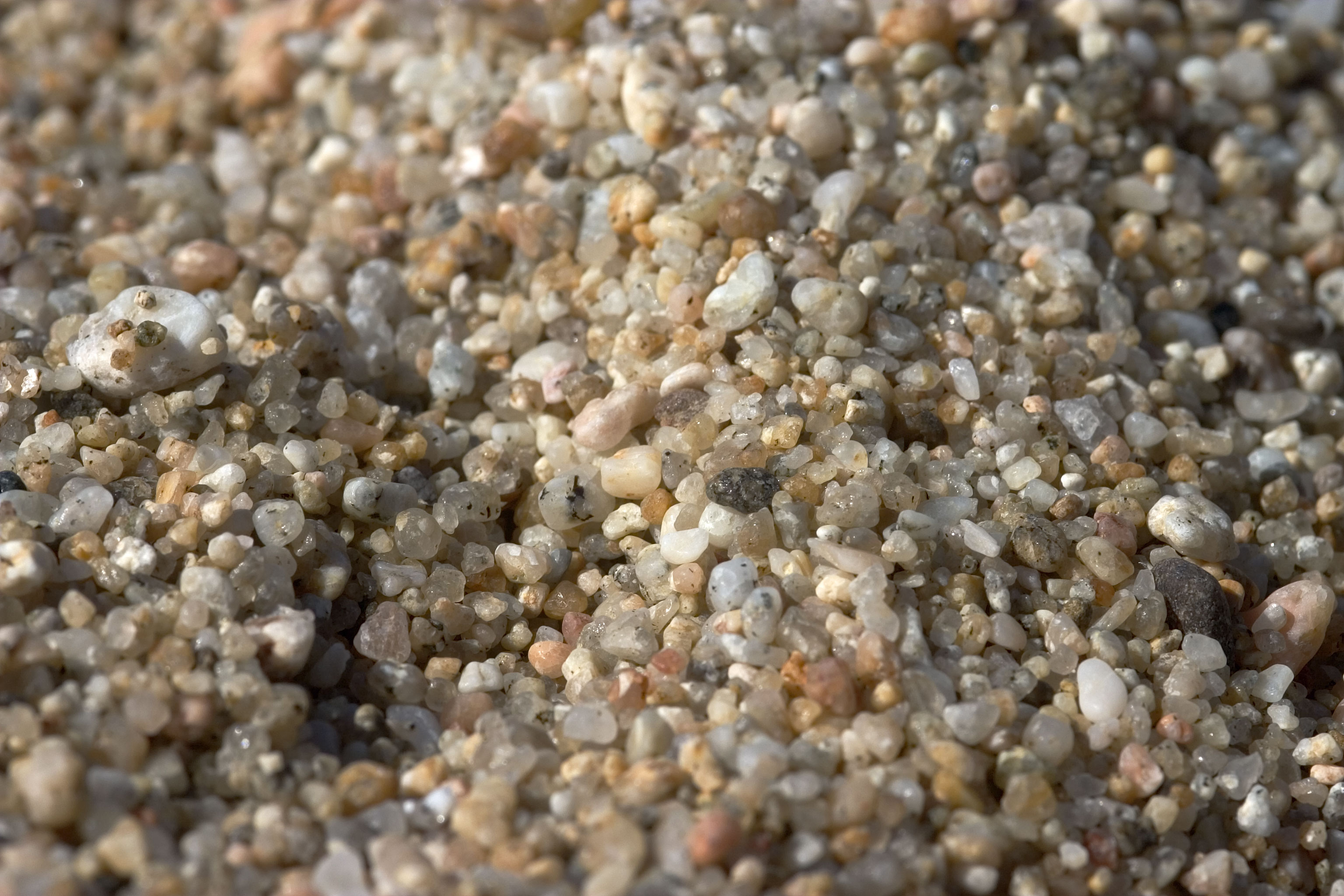
Sandkorn

Snabbfiltrering är en typ av granulär filtrering - en reningsprocess som används för att avlägsna oönskade partiklar från vattnet. Partiklar som orsakar oönskad lukt och smak samt kontaminanter avlägsnas från vattnet med filtrering genom ett filtermedium. Som hörs på namnet har snabbfiltreringen en hög hastighet, upp till 100 gånger högre än den för långsamma sandfilter. Detta är möjligt tack vare att det granulära materialet är mer uniformt till storleken vilket ger en högre porositet som tillåter högre flöde.
Snabbfiltreringen föregås ofta av ett koaguleringssteg vilket gör att partiklarna destabiliseras och deras negativa laddning försvinner. Utan detta försteg skulle de oönskade partiklarna i vattnet och de negativa partiklarna i filtermediet repellera varandra. Därmed skulle de oönskade partiklarna i vattnet kunna passera rätt igenom filtret utan koagulering.

## Reningsprocess
Reningsprocessen i ett snabbfilter kan delas in i filtrering och returspolning. Vattnet från tidigare flockulering och sedimentering förs ut över sandbädden som är helt täckt med vatten. Vattnet passerar ned genom bädden och tas ut genom botten av filtret. Filtreringen sker oftast med nedströmsriktning men uppströmsströmning finns också. Filtret behöver efter en tid renspolas för att avlägsna de ämnen som fastnat i mediet. Detta sker genom ett vattenflöde nedifrån och kallas returspolning.

### Filtrering

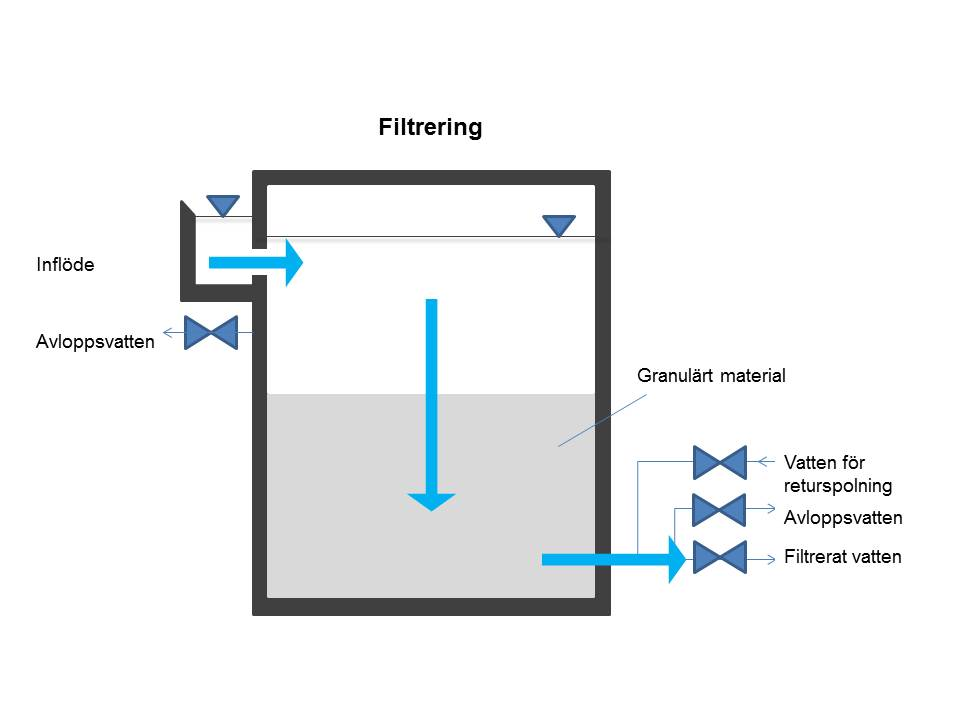
Figur 1. Principbild över filtreringen i ett snabbfilter. Vattnet renas genom det granulära materialet.

I ett snabbfilter renas löst substans bestående av slam, lera, alger, bakterier, virus och parasiter bort från vattnet. Eftersom snabbfiltreringen ofta föregås av koagulering kan flockar med järn- eller aluminiumoxid som också behöver renas bort förekomma. Inom vattenrening är hastigheten för vattnet genom snabbfiltret mellan 5 och 10 m3/m2*h.
I snabbfilter sker borttagning av partiklar på flera sätt. Dels genom att sanden fungerar som en sil där större partiklar inte kan tränga igenom porerna samt genom att bädden samlar upp mindre partiklar genom adsorption och sedimentering. Partiklarna som fångas upp får sandbäddens egenskaper att ändras med tiden. När partiklar fastnar minskar porvolymen och därmed genomsläppligheten hos filtret.

Sanden bör vara uniform för att porositeten i sandbädden ska vara stor. Stor porositet ger större utrymme för adsorption av partiklar. De kemiska bindningar som uppstår genom adsorption mellan de lösta partiklarna i vattnet och partiklar i filtermaterialet är den huvudsakliga reningsmekanismen i snabbfiltret. Dessutom filtreras partiklarna utigenom filtret istället för att filtret snabbt täpps igen i de översta lagren.

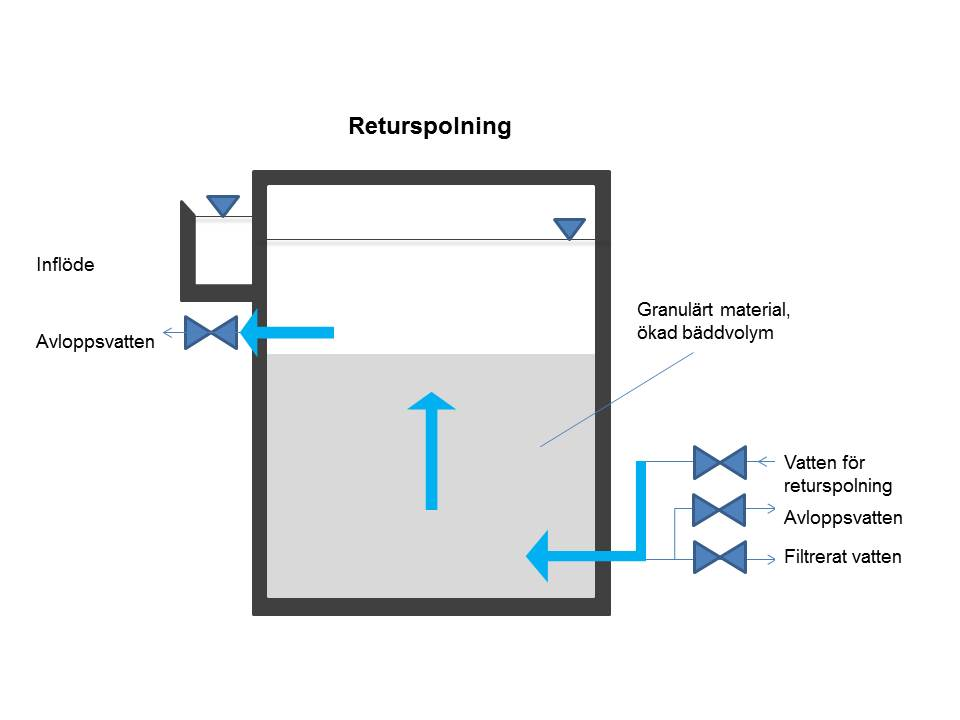
Figur 2. Returspolning i ett snabbfilter. Filterbädden renas på ackumulerat material och vattnet tas ut som avloppsvatten.

För sand med grövre kornstorlek kan nedträngningen av partiklar underlättas, och motståndet byggs upp långsammare och längre ned i sandbädden. Därför kräver en grövre kornstorlek en längre bäddhöjd för att inte riskera genombrott av partiklar ur filtret.

### Returspolning
När filtreringen pågår uppstår ett motstånd i filtret. Om sanden är av finare kornstorlek filtreras partiklar högre upp i sandbädden med ett snabbt växande motstånd. Ytmotståndet hindrar nya partiklar från att tränga ned i sandfiltret vilket ger upphov till en växande vattenpelare. När vattenytan höjs till ett visst läge i bassängen behöver filtret rensas från det ackumulerade materialet genom returspolning. Under returspolningen pumpas spolvatten in nedifrån vilket gör att filterbäddens volym ökar. Sandkornen skrubbas mot varandra och partiklar som fastnat lossnar varpå de följer med vattnet ut ur den övre delen av bassängen. Ofta kombineras spolningen underifrån med en ytspolning koncentrerad till de översta lagren. Returspolningen i en bassäng utförs med 1-7 dygns mellanrum och tar mellan 15 och 30 min. 

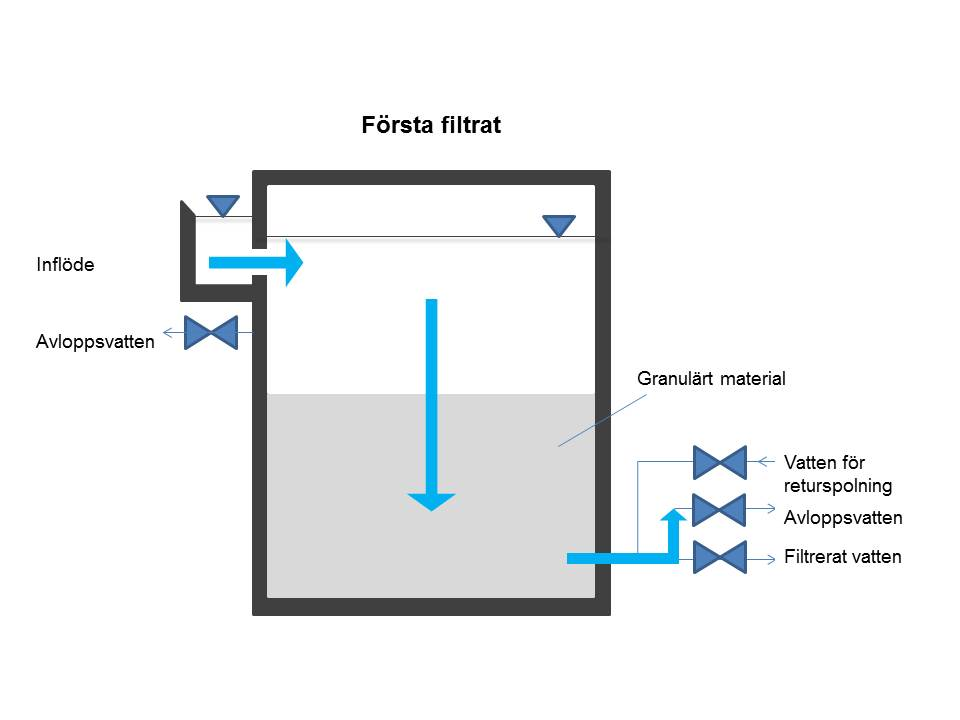
Figur 3. Första filtrat. Vatten spolas genom filterbädden och det granulära materialet byggs upp för att kunna rena inkommande vatten så effektivt som möjligt.

Returspolningen kan även ske med både vatten och luft. Luften rensar bort slammet från sandkornen och som tas bort med vattnet. När både luft och vatten kombineras krävs inte en lika hög bäddhöjd på filtret. 
Figur 4 visar en typisk förändring av turbiditeten under en snabbfiltrering. Efter en returspolning är filtrets porer tomma på partiklar och måste byggas upp för att filtret ska kunna rena vattnet så effektivt som möjligt. När filtreringen börjas på nytt spolas vatten genom filtret varefter partiklar fastnar i filtermaterialet. Genom detta förbättras ytan på filterpartiklarna och filtret blir mer effektivt för att ta upp andra partiklar. Under denna period som varar ca 15-30 minuter går det utgående vattnet ut som avloppsvatten, då turbiditeten är för hög. Denna första period kallas för första filtrat. Efter det första filtratet har filtret återfått sin reningskapacitet och turbiditeten är oftast stabil och låg genom filtreringen och vattnet kan tas vidare i dricksvattenreningsprocessen.

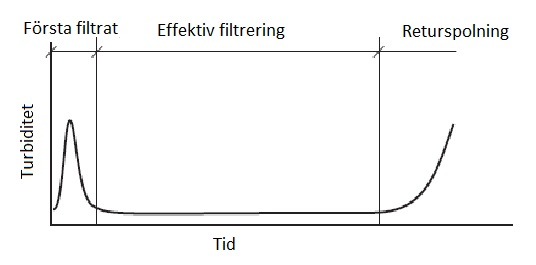
Figur 4.

## Design och uppbyggnad
Viktigt i snabba sandfilter är att filtermaterialet har någorlunda samma kornstorlek. Om inte kommer de mindre partiklarna sätta igen hålen i filtret på grund av det höga hydrauliska flödet.

### Klassifikationer
| Enskild barriär (monomedia) | Ett lager med filtermaterial, oftast sand. Lagret med sand brukar vara ca 0,6 – 0,76 m djup och är en gammal filtermetod som idag till stor del ersätts av andra filtertyper. |
| Djup enskild barriär        | Även denna design består av endast ett filtermaterial, vanligtvis antracit eller Aktivt kol (GAC). Materialdjupet i dessa filter är djupare än de andra, ca 1,5 – 1,8 m. Det är djupare för att förse filtret med större filterkapacitet då det tar längre tid för vattnet att rinna genom filtret. På så sätt kan man filtrera vatten av varierande kvalitet. |
| Dubbla barriärer            | Figur 6 – Bild av ett typiskt snabbfilter med dubbla barriärer. Det här är en vanlig uppbyggnad av snabbfilter i reningsverk. Det består oftast av 0,45 – 0,6 m antracit över ett 0,23 – 0,3 m tjockt lager av sand. I vissa fall används aktivt kol som topplager istället för antracit. I figur 6 kommer vattnet in genom den centrala kanalen och det, till synes, nästan stillastående vattnet filtreras sakta ned genom barriärerna och transporteras vidare i verket. |
| Trippla/mixade barriärer    | I filter med tre barriärer är vanligtvis antracit överst, sand i mitten och längst ned ett lager av granater eller ilmenit. Antracitlagret ska vara 0,45–0,6 m tjockt, sandlagret 0,23–0,3 m och granat/ilmenit-lagret 0,1–0,15 m. Dessa trippla barriärer har ibland kallats mixade barriärer då barriärerna har valts på grund av att dessa motverkar sammanblandning mellan lagren.                                                                                      |

## Snabbsandfilter i konventionell filtrering
En vanlig filtreringsmetod i vattenreningsverk är konventionell filtrering. Första steget är att vattnet kommer in till verket där koaguleringsmedel tillsätts. Vattnet utsätts för snabb omblandning för att koaguleringsmedlet ska nå alla partiklar. Vattnet leds vidare till nästa bassäng för att flockas, stora hopar av partiklar bildas med hjälp av koaguleringsmedlet som tidigare tillsattes. De största flockarna blir kvar i den bassängen och rensas ut medan de mindre leds vidare med vattnet till sedimentationsbassängen där vattnet är väldigt stilla och partiklarna i vattnet sakta sjunker till botten på grund av gravitationen. Det sista steget i den konventionella filtreringen är snabbsandfilter. Efter snabbfiltreringen kan ytterligare steg vara justering av pH-värde, UV-filtrering eller filtrering genom aktivt kol.